# Lhota u Olešnice
Lhota u Olešnice – miejscowość i gmina (obec) w Czechach, w kraju południowomorawskim, w powiecie Blansko. W 2022 roku liczyła 43 mieszkańców.